# Lindsaea grandiareolata
Lindsaea grandiareolata är en ormbunkeart som först beskrevs av Roland Napoléon Bonaparte, och fick sitt nu gällande namn av Kramer. Lindsaea grandiareolata ingår i släktet Lindsaea och familjen Lindsaeaceae. Inga underarter finns listade.